# Cadre-71/2-Europameisterschaft 1993

Logo CEB (ausrichtender Verband)

Veranstaltungsort: Ieper

Die Cadre-71/2-Europameisterschaft 1993 war das 42. Turnier in dieser Disziplin des Karambolagebillards und fand vom 31. März bis zum 4. April 1993 in Ieper statt. Es war die elfte Cadre-71/2-Europameisterschaft in Belgien.

## Geschichte
Mit einem nicht unbedingt zu erwarteten Sieg von Peter de Backer endete die 42. EM im Cadre 71/2. Im Finale gewann er gegen den Spanier Rafael Garcia, dem vor Beginn der EM wohl keiner die Finalteilnahme zugetraut hatte, mit 2:0 Sätzen. Nachdem Fabian Blondeel in den letzten Jahren dreimal in Folge den dritten Platz belegt hatte, setzte Martin Horn die Tradition fort und gewann Bronze. Nach einer unnötigen Niederlage im Viertelfinale gegen Garcia zeigte der Essener sein großes Können und dominierte die Trostrunde. Blondeel spielte mit 34,55 den besten Generaldurchschnitt (GD) des Turniers. Nach dem großen Erfolg im letzten Jahr, als sechs deutsche Teilnehmer die Finalrunde erreicht hatten, waren es in diesem Jahr lediglich zwei. Natürlich gab es auch wieder eine Regeländerung. Die Satzdistanz wurde von 75 auf 100 erhöht.

## Turniermodus
Gespielt wurde eine Vor-Qualifikation und eine Haupt-Qualifikation mit 41 Akteuren, wovon sich acht Spieler für das Hauptturnier qualifizieren konnten. Diese acht Spieler trafen die auf die acht gesetzten Spieler. Hier gab es ein Doppel-KO System mit einer Sieger- und einer Trostrunde, wobei die Spieler für das Finale und das Spiel um Platz drei ermittelt wurden. Es wurde auf zwei Gewinnsätze à 100 Punkte gespielt. Endete ein Satz 100:100 in einer Aufnahme gab es keinen Tie Break mehr. Der Satz endete unentschieden. Bei Satzpunktgleichheit gab es einen vierten Entscheidungssatz. Es wurde ohne Nachstoß gespielt, außer bei einer Partie in einer Aufnahme.
1. MP = Matchpunkte
2. SP = Satzpunkte
3. GD = Generaldurchschnitt
4. HS = Höchstserie

## Qualifikation

### Vor-Qualifikation
| Abschlusstabelle Gruppe A | Abschlusstabelle Gruppe A | Abschlusstabelle Gruppe A | Abschlusstabelle Gruppe A | Abschlusstabelle Gruppe A | Abschlusstabelle Gruppe A | Abschlusstabelle Gruppe A | Abschlusstabelle Gruppe A | Abschlusstabelle Gruppe A | Abschlusstabelle Gruppe A |
| Platz                     | Name                      | MP                        | SP                        | Pkte                      | Aufn.                     | GD                        | BED                       | HS                        |                           |
| ------------------------- | ------------------------- | ------------------------- | ------------------------- | ------------------------- | ------------------------- | ------------------------- | ------------------------- | ------------------------- | ------------------------- |
| 1                         | Louis Edelin              | 4:0                       | 4:0                       | 300                       | 23                        | 13,04                     | 30,00                     | 75                        |                           |
| 2                         | Patrick Janssen           | 2:2                       | 2:2                       | 212                       | 42                        | 5,04                      | 6,00                      | 33                        |                           |
| 3                         | Francisco Fortiana        | 0:4                       | 0:4                       | 169                       | 29                        | 5,82                      | –                         | 48                        |                           |

| Abschlusstabelle Gruppe B | Abschlusstabelle Gruppe B | Abschlusstabelle Gruppe B | Abschlusstabelle Gruppe B | Abschlusstabelle Gruppe B | Abschlusstabelle Gruppe B | Abschlusstabelle Gruppe B | Abschlusstabelle Gruppe B | Abschlusstabelle Gruppe B | Abschlusstabelle Gruppe B |
| Platz                     | Name                      | MP                        | SP                        | Pkte                      | Aufn.                     | GD                        | BED                       | HS                        |                           |
| ------------------------- | ------------------------- | ------------------------- | ------------------------- | ------------------------- | ------------------------- | ------------------------- | ------------------------- | ------------------------- | ------------------------- |
| 1                         | Andreas Fuchs             | 4:0                       | 4:1                       | 329                       | 23                        | 14,30                     | 25,00                     | 43                        |                           |
| 2                         | Ferdinand Polman          | 2:2                       | 3:3                       | 310                       | 26                        | 11,92                     | 13,33                     | 54                        |                           |
| 3                         | Peter Leemans             | 0:4                       | 1:4                       | 293                       | 25                        | 11,72                     | –                         | 73                        |                           |

| Abschlusstabelle Gruppe C | Abschlusstabelle Gruppe C | Abschlusstabelle Gruppe C | Abschlusstabelle Gruppe C | Abschlusstabelle Gruppe C | Abschlusstabelle Gruppe C | Abschlusstabelle Gruppe C | Abschlusstabelle Gruppe C | Abschlusstabelle Gruppe C | Abschlusstabelle Gruppe C |
| Platz                     | Name                      | MP                        | SP                        | Pkte                      | Aufn.                     | GD                        | BED                       | HS                        |                           |
| ------------------------- | ------------------------- | ------------------------- | ------------------------- | ------------------------- | ------------------------- | ------------------------- | ------------------------- | ------------------------- | ------------------------- |
| 1                         | Francis Forton            | 4:0                       | 4:1                       | 332                       | 19                        | 17,47                     | 21,42                     | 68                        |                           |
| 2                         | Paul Couespel             | 2:2                       | 2:3                       | 256                       | 25                        | 10,24                     | 11,26                     | 53                        |                           |
| 3                         | Carlos Tuset              | 0:4                       | 2:4                       | 357                       | 30                        | 11,90                     | –                         | 59                        |                           |

| Abschlusstabelle Gruppe D | Abschlusstabelle Gruppe D | Abschlusstabelle Gruppe D | Abschlusstabelle Gruppe D | Abschlusstabelle Gruppe D | Abschlusstabelle Gruppe D | Abschlusstabelle Gruppe D | Abschlusstabelle Gruppe D | Abschlusstabelle Gruppe D | Abschlusstabelle Gruppe D |
| Platz                     | Name                      | MP                        | SP                        | Pkte                      | Aufn.                     | GD                        | BED                       | HS                        |                           |
| ------------------------- | ------------------------- | ------------------------- | ------------------------- | ------------------------- | ------------------------- | ------------------------- | ------------------------- | ------------------------- | ------------------------- |
| 1                         | René Tull                 | 2:2                       | 3:2                       | 314                       | 27                        | 11,62                     | 12,50                     | 53                        |                           |
| 2                         | Alain Remond              | 2:2                       | 3:3                       | 220                       | 17                        | 12,94                     | 25,00                     | 75                        |                           |
| 3                         | Robert Pragst             | 2:2                       | 2:3                       | 212                       | 21                        | 10,09                     | 14,00                     | 37                        |                           |

| Abschlusstabelle Gruppe E | Abschlusstabelle Gruppe E | Abschlusstabelle Gruppe E | Abschlusstabelle Gruppe E | Abschlusstabelle Gruppe E | Abschlusstabelle Gruppe E | Abschlusstabelle Gruppe E | Abschlusstabelle Gruppe E | Abschlusstabelle Gruppe E | Abschlusstabelle Gruppe E |
| Platz                     | Name                      | MP                        | SP                        | Pkte                      | Aufn.                     | GD                        | BED                       | HS                        |                           |
| ------------------------- | ------------------------- | ------------------------- | ------------------------- | ------------------------- | ------------------------- | ------------------------- | ------------------------- | ------------------------- | ------------------------- |
| 1                         | Laurent Guénet            | 2:2                       | 3:2                       | 340                       | 29                        | 11,72                     | 8,82                      | 56                        |                           |
| 2                         | John van der Stappen      | 2:2                       | 3:3                       | 345                       | 32                        | 10,78                     | 15,08                     | 39                        |                           |
| 3                         | Daniel Mieth              | 2:2                       | 2:3                       | 300                       | 36                        | 8,33                      | 10,50                     | 70                        |                           |

### Haupt-Qualifikation
| Abschlusstabelle Gruppe A | Abschlusstabelle Gruppe A | Abschlusstabelle Gruppe A | Abschlusstabelle Gruppe A | Abschlusstabelle Gruppe A | Abschlusstabelle Gruppe A | Abschlusstabelle Gruppe A | Abschlusstabelle Gruppe A | Abschlusstabelle Gruppe A | Abschlusstabelle Gruppe A |
| Platz                     | Name                      | MP                        | SP                        | Pkte                      | Aufn.                     | GD                        | BED                       | HS                        |                           |
| ------------------------- | ------------------------- | ------------------------- | ------------------------- | ------------------------- | ------------------------- | ------------------------- | ------------------------- | ------------------------- | ------------------------- |
| 1                         | Peter de Backer           | 4:0                       | 4:0                       | 300                       | 8                         | 37,50                     | 37,50                     | 75                        |                           |
| 2                         | Eddy Leppens              | 2:2                       | 2:3                       | 174                       | 7                         | 24,85                     | 38,25                     | 75                        |                           |
| 3                         | Carsten Lässig            | 0:4                       | 1:4                       | 147                       | 7                         | 21,00                     | –                         | 74                        |                           |

| Abschlusstabelle Gruppe B | Abschlusstabelle Gruppe B | Abschlusstabelle Gruppe B | Abschlusstabelle Gruppe B | Abschlusstabelle Gruppe B | Abschlusstabelle Gruppe B | Abschlusstabelle Gruppe B | Abschlusstabelle Gruppe B | Abschlusstabelle Gruppe B | Abschlusstabelle Gruppe B |
| Platz                     | Name                      | MP                        | SP                        | Pkte                      | Aufn.                     | GD                        | BED                       | HS                        |                           |
| ------------------------- | ------------------------- | ------------------------- | ------------------------- | ------------------------- | ------------------------- | ------------------------- | ------------------------- | ------------------------- | ------------------------- |
| 1                         | René Tull                 | 4:0                       | 4:1                       | 303                       | 13                        | 23,20                     | 37,50                     | 75                        |                           |
| 2                         | Francis Forton            | 2:2                       | 3:2                       | 324                       | 16                        | 20,25                     | 21,42                     | 66                        |                           |
| 3                         | Raymund Knoors            | 0:4                       | 0:4                       | 168                       | 10                        | 16,80                     | –                         | }                         |                           |

| Abschlusstabelle Gruppe C | Abschlusstabelle Gruppe C | Abschlusstabelle Gruppe C | Abschlusstabelle Gruppe C | Abschlusstabelle Gruppe C | Abschlusstabelle Gruppe C | Abschlusstabelle Gruppe C | Abschlusstabelle Gruppe C | Abschlusstabelle Gruppe C | Abschlusstabelle Gruppe C |
| Platz                     | Name                      | MP                        | SP                        | Pkte                      | Aufn.                     | GD                        | BED                       | HS                        |                           |
| ------------------------- | ------------------------- | ------------------------- | ------------------------- | ------------------------- | ------------------------- | ------------------------- | ------------------------- | ------------------------- | ------------------------- |
| 1                         | Piet Adrichem             | 2:2                       | 3:2                       | 315                       | 14                        | 22,50                     | 21,42                     | 63                        |                           |
| 2                         | Michael Hikl              | 2:2                       | 3:3                       | 305                       | 11                        | 27,72                     | 30,57                     | 75                        |                           |
| 3                         | Andreas Fuchs             | 2:2                       | 2:3                       | 259                       | 10                        | 25,90                     | 54,75                     | 75                        |                           |

| Abschlusstabelle Gruppe D | Abschlusstabelle Gruppe D | Abschlusstabelle Gruppe D | Abschlusstabelle Gruppe D | Abschlusstabelle Gruppe D | Abschlusstabelle Gruppe D | Abschlusstabelle Gruppe D | Abschlusstabelle Gruppe D | Abschlusstabelle Gruppe D | Abschlusstabelle Gruppe D |
| Platz                     | Name                      | MP                        | SP                        | Pkte                      | Aufn.                     | GD                        | BED                       | HS                        |                           |
| ------------------------- | ------------------------- | ------------------------- | ------------------------- | ------------------------- | ------------------------- | ------------------------- | ------------------------- | ------------------------- | ------------------------- |
| 1                         | Freek Ottenhof            | 4:0                       | 4:0                       | 300                       | 16                        | 18,75                     | 25,00                     | 72                        |                           |
| 2                         | Jean Arnaud               | 2:2                       | 2:2                       | 169                       | 17                        | 9,94                      | 12,50                     | 55                        |                           |
| 3                         | Armin Grimm               | 0:4                       | 0:4                       | 115                       | 20                        | 5,75                      | 37,50                     | 75                        |                           |

| Abschlusstabelle Gruppe E | Abschlusstabelle Gruppe E | Abschlusstabelle Gruppe E | Abschlusstabelle Gruppe E | Abschlusstabelle Gruppe E | Abschlusstabelle Gruppe E | Abschlusstabelle Gruppe E | Abschlusstabelle Gruppe E | Abschlusstabelle Gruppe E | Abschlusstabelle Gruppe E |
| Platz                     | Name                      | MP                        | SP                        | Pkte                      | Aufn.                     | GD                        | BED                       | HS                        |                           |
| ------------------------- | ------------------------- | ------------------------- | ------------------------- | ------------------------- | ------------------------- | ------------------------- | ------------------------- | ------------------------- | ------------------------- |
| 1                         | Marc Massé                | 4:0                       | 4:0                       | 300                       | 5                         | 60,00                     | 75,00                     | 75                        |                           |
| 2                         | Pedro Arnau               | 2:2                       | 2:3                       | 179                       | 12                        | 14,91                     | 16,50                     | 43                        |                           |
| 3                         | Wim Maarsman              | 0:4                       | 1:4                       | 219                       | 11                        | 19,90                     | –                         | 75                        |                           |

| Abschlusstabelle Gruppe F | Abschlusstabelle Gruppe F | Abschlusstabelle Gruppe F | Abschlusstabelle Gruppe F | Abschlusstabelle Gruppe F | Abschlusstabelle Gruppe F | Abschlusstabelle Gruppe F | Abschlusstabelle Gruppe F | Abschlusstabelle Gruppe F | Abschlusstabelle Gruppe F |
| Platz                     | Name                      | MP                        | SP                        | Pkte                      | Aufn.                     | GD                        | BED                       | HS                        |                           |
| ------------------------- | ------------------------- | ------------------------- | ------------------------- | ------------------------- | ------------------------- | ------------------------- | ------------------------- | ------------------------- | ------------------------- |
| 1                         | Louis Edelin              | 4:0                       | 4:1                       | 345                       | 20                        | 17,25                     | 21,42                     | 75                        |                           |
| 2                         | Patrick Niessen           | 2:2                       | 3:2                       | 278                       | 20                        | 13,90                     | 25,00                     | 75                        |                           |
| 3                         | Ferdinand Polman          | 0:4                       | 0:4                       | 102                       | 11                        | 9,27                      | –                         | 29                        |                           |

| Abschlusstabelle Gruppe G | Abschlusstabelle Gruppe G | Abschlusstabelle Gruppe G | Abschlusstabelle Gruppe G | Abschlusstabelle Gruppe G | Abschlusstabelle Gruppe G | Abschlusstabelle Gruppe G | Abschlusstabelle Gruppe G | Abschlusstabelle Gruppe G | Abschlusstabelle Gruppe G |
| Platz                     | Name                      | MP                        | SP                        | Pkte                      | Aufn.                     | GD                        | BED                       | HS                        |                           |
| ------------------------- | ------------------------- | ------------------------- | ------------------------- | ------------------------- | ------------------------- | ------------------------- | ------------------------- | ------------------------- | ------------------------- |
| 1                         | Rafael Garcia             | 4:0                       | 4:1                       | 349                       | 19                        | 18,36                     | 21,42                     | 70                        |                           |
| 2                         | Philippe Deraes           | 2:2                       | 2:3                       | 234                       | 19                        | 12,31                     | 15,46                     | 55                        |                           |
| 3                         | Gert van Beek             | 0:4                       | 2:4                       | 282                       | 25                        | 11,28                     | –                         | 42                        |                           |

| Abschlusstabelle Gruppe H | Abschlusstabelle Gruppe H | Abschlusstabelle Gruppe H | Abschlusstabelle Gruppe H | Abschlusstabelle Gruppe H | Abschlusstabelle Gruppe H | Abschlusstabelle Gruppe H | Abschlusstabelle Gruppe H | Abschlusstabelle Gruppe H | Abschlusstabelle Gruppe H |
| Platz                     | Name                      | MP                        | SP                        | Pkte                      | Aufn.                     | GD                        | BED                       | HS                        |                           |
| ------------------------- | ------------------------- | ------------------------- | ------------------------- | ------------------------- | ------------------------- | ------------------------- | ------------------------- | ------------------------- | ------------------------- |
| 1                         | Laurent Guenet            | 2:2                       | 3:3                       | 321                       | 18                        | 17,83                     | 30,66                     | 75                        |                           |
| 2                         | Kurt Mastny               | 2:2                       | 3:3                       | 371                       | 26                        | 14,26                     | 14,61                     | 75                        |                           |
| 3                         | Johan Claessen            | 2:2                       | 3:3                       | 237                       | 20                        | 11,85                     | 37,50                     | 74                        |                           |

## Hauptturnier

### Siegerrunde
| MP    | Match Points (Sieger = 2; Unentschieden = 1; Verlierer = 0) |
| Pkte. | Erzielte Karambolagen                                       |
| Aufn. | Benötigte Versuche                                          |
| GD    | Generaldurchschnitt                                         |
| BED   | Bester Einzeldurchschnitt eines Spielers                    |
| HS    | Höchstserie                                                 |
|       | Bester GD des Turniers                                      |
|       | Bester ED des Turniers                                      |
|       | Beste HS des Turniers                                       |
|       | 1. Platz (Gold)                                             |
|       | 2. Platz (Silber)                                           |
|       | 3. Platz (Bronze)                                           |

| Name             | MP  | SP  | 1. Satz | 2. Satz | 3. Satz | 4. Satz | Pkte. | Aufn. | GD    |
| ---------------- | --- | --- | ------- | ------- | ------- | ------- | ----- | ----- | ----- |
| 1. Runde         |     |     |         |         |         |         |       |       |       |
| Stephan Horvath  | 2:0 | 4:0 | 100(2)  | 100(4)  |         |         | 200   | 6     | 33,33 |
| Laurent Guénet   | 0:2 | 0:4 | 10(2)   | 11(3)   |         |         | 21    | 5     | 4,20  |
| Christ Calemein  | 2:0 | 4:2 | 100(5)  | 77(4)   | 100(5)  |         | 277   | 14    | 19,78 |
| Louis Edelin     | 0:2 | 2:4 | 74(4)   | 100(5)  | 2(4)    |         | 176   | 13    | 13,53 |
| Martin Horn      | 2:0 | 4:2 | 100(1)  | 86(6)   | 100(2)  |         | 296   | 9     | 31,77 |
| René Tull        | 0:2 | 2:4 | 0(1)    | 100(7)  | 58(1)   |         | 158   | 9     | 17,55 |
| Rafael Garcia    | 2:0 | 4:0 | 100(5)  | 100(1)  |         |         | 200   | 6     | 33,33 |
| Brahim Djoubri   | 0:2 | 0:4 | 95(4)   | 33(1)   |         |         | 128   | 5     | 25,60 |
| Frédéric Caudron | 2:0 | 4:2 | 100(4)  | 83(5)   | 100(4)  |         | 283   | 13    | 21,76 |
| Freek Ottenhof   | 0:2 | 2:4 | 72(3)   | 100(6)  | 80(3)   |         | 252   | 12    | 21,00 |
| Piet Adrichem    | 2:0 | 4:2 | 100(2)  | 2(1)    | 100(5)  |         | 202   | 8     | 25,25 |
| Fonsy Grethen    | 0:2 | 2:4 | 64(1)   | 100(1)  | 67(4)   |         | 231   | 6     | 38,50 |
| Henri Tilleman   | 2:0 | 4:2 | 25(1)   | 100(7)  | 100(3)  |         | 225   | 11    | 20,45 |
| Marc Massé       | 0:2 | 2:4 | 100(1)  | 60(7)   | 3(2)    |         | 163   | 10    | 16,30 |
| Peter de Backer  | 2:0 | 4:3 | 100(1)  | 19(3)   | 100(1)  | 100(4)  | 319   | 9     | 35,40 |
| Fabian Blondeel  | 0:2 | 3:4 | 18(1)   | 100(4)  | 100(1)  | 67(4)   | 285   | 10    | 28,50 |
| 2. Runde         |     |     |         |         |         |         |       |       |       |
| Stephan Horvath  | 2:0 | 4:2 | 23(2)   | 100(3)  | 100(1)  |         | 223   | 6     | 37,16 |
| Christ Calemein  | 0:2 | 2:4 | 100(3)  | 6(2)    | 17(1)   |         | 123   | 6     | 20,50 |
| Martin Horn      | 0:2 | 0:4 | 78(7)   | 53(5)   |         |         | 131   | 12    | 10,91 |
| Rafael Garcia    | 2:0 | 4:0 | 100(7)  | 100(6)  |         |         | 200   | 13    | 15,38 |
| Frédéric Caudron | 0:2 | 0:4 | 4(2)    | 60(2)   |         |         | 64    | 4     | 16,00 |
| Piet Adrichem    | 2:0 | 4:0 | 100(2)  | 100(3)  |         |         | 200   | 5     | 40,00 |
| Henri Tilleman   | 0:2 | 0:4 | 6(1)    | 30(2)   |         |         | 36    | 3     | 12,00 |
| Peter de Backer  | 2:0 | 4:0 | 100(1)  | 100(2)  |         |         | 200   | 3     | 66,66 |
| 3. Runde         |     |     |         |         |         |         |       |       |       |
| Stephan Horvath  | 0:2 | 0:4 | 92(1)   | 71(8)   |         |         | 163   | 9     | 18,11 |
| Rafael Garcia    | 2:0 | 4:0 | 100(1)  | 100(9)  |         |         | 200   | 10    | 20,00 |
| Piet Adrichem    | 0:2 | 0:4 | 23(4)   | 16(3)   |         |         | 39    | 7     | 5,57  |
| Peter de Backer  | 2:0 | 4:0 | 100(5)  | 100(3)  |         |         | 200   | 8     | 25,00 |
| Finale           |     |     |         |         |         |         |       |       |       |
| Rafael Garcia    | 0:2 | 0:4 | 19(5)   | 9(4)    |         |         | 28    | 9     | 3,11  |
| Peter de Backer  | 2:0 | 4:0 | 100(6)  | 100(4)  |         |         | 200   | 10    | 20,00 |

| Name             | MP  | SP  | 1. Satz | 2. Satz | 3. Satz | 4. Satz | Pkte. | Aufn. | GD     |
| ---------------- | --- | --- | ------- | ------- | ------- | ------- | ----- | ----- | ------ |
| 1. Runde         |     |     |         |         |         |         |       |       |        |
| Laurent Guénet   | 0:2 | 0:4 | 9(4)    | 20(1)   |         |         | 29    | 5     | 5,80   |
| Louis Edelin     | 2:0 | 4:0 | 100(4)  | 100(2)  |         |         | 200   | 6     | 33,33  |
| René Tull        | 0:2 | 0:4 | 10(1)   | 1(1)    |         |         | 10    | 2     | 5,00   |
| Brahim Djoubri   | 2:0 | 4:0 | 100(1)  | 100(1)  |         |         | 200   | 2     | 100,00 |
| Freek Ottenhof   | 0:2 | 0:4 | 13(2)   | 51(4)   |         |         | 64    | 6     | 10,66  |
| Fonsy Grethen    | 2:0 | 4:0 | 100(3)  | 100(4)  |         |         | 200   | 7     | 28,57  |
| Marc Massé       | 0:2 | 2:4 | 88(1)   | 100(5)  | 3(1)    |         | 191   | 7     | 27,28  |
| Fabian Blondeel  | 2:0 | 4:2 | 100(2)  | 77(4)   | 100(2)  |         | 277   | 8     | 34,62  |
| 2. Runde         |     |     |         |         |         |         |       |       |        |
| Louis Edelin     | 0:2 | 0:4 | 41(2)   | 13(2)   |         |         | 54    | 4     | 13,50  |
| Frédéric Caudron | 2:0 | 4:0 | 100(3)  | 100(2)  |         |         | 200   | 5     | 40,00  |
| Brahim Djoubri   | 2:0 | 4:3 | 100(2)  | 100(1)  | 51(4)   | 100(6)  | 351   | 13    | 27,00  |
| Henri Tilleman   | 0:2 | 3:4 | 12(1)   | 100(1)  | 100(4)  | 44(5)   | 256   | 11    | 23,27  |
| Fonsy Grethen    | 2:0 | 4:0 | 100(3)  | 100(4)  |         |         | 200   | 7     | 28,57  |
| Christ Calemein  | 0:2 | 0:4 | 1(2)    | 57(4)   |         |         | 58    | 6     | 9,66   |
| Fabian Blondeel  | 0:2 | 0:4 | 68(1)   | 61(1)   |         |         | 192   | 2     | 64,50  |
| Martin Horn      | 2:0 | 4:0 | 100(2)  | 100(1)  |         |         | 200   | 3     | 66,66  |
| 3. Runde         |     |     |         |         |         |         |       |       |        |
| Frédéric Caudron | 2:0 | 4:2 | 100(2)  | 4(3)    | 100(3)  |         | 204   | 8     | 25,50  |
| Brahim Djoubri   | 0:2 | 2:4 | 0(1)    | 100(4)  | 41(2)   |         | 141   | 7     | 20,14  |
| Fonsy Grethen    | 0:2 | 2:4 | 100(3)  | 0(1)    | 43(1)   |         | 143   | 5     | 28,60  |
| Martin Horn      | 2:0 | 4:2 | 12(3)   | 100(1)  | 100(1)  |         | 212   | 5     | 42,40  |
| 4. Runde         |     |     |         |         |         |         |       |       |        |
| Frédéric Caudron | 0:2 | 3:4 | 72(1)   | 100(1)  | 100(2)  | 6(1)    | 278   | 5     | 55,60  |
| Stephan Horvath  | 2:0 | 4:3 | 100(1)  | 100(1)  | 36(1)   | 100(1)  | 336   | 4     | 84,00  |
| Martin Horn      | 2:0 | 4:0 | 100(3)  | 100(3)  |         |         | 200   | 6     | 33,33  |
| Piet Adrichem    | 0:2 | 0:4 | 28(2)   | 25(3)   |         |         | 53    | 5     | 10,60  |
| Spiel um Platz 3 |     |     |         |         |         |         |       |       |        |
| Stephan Horvath  | 0:2 | 2:4 | 29(4)   | 100(1)  | 0(2)    |         | 129   | 7     | 18,42  |
| Martin Horn      | 2:0 | 4:2 | 100(5)  | 6(1)    | 100(3)  |         | 206   | 9     | 22,88  |

## Abschlusstabelle
| Platz                                | Name             | Spiele | MP   | SP    | Pkte | Aufn. | GD    | BED    | BSD    | HS  |
| ------------------------------------ | ---------------- | ------ | ---- | ----- | ---- | ----- | ----- | ------ | ------ | --- |
| 1                                    | Peter de Backer  | 4      | 8:0  | 16:3  | 919  | 30    | 30,63 | 66,66  | 100,00 | 100 |
| 2                                    | Rafael Garcia    | 4      | 6:2  | 12:4  | 628  | 38    | 16,52 | 33,33  | 100,00 | 100 |
| 3                                    | Martin Horn      | 6      | 10:2 | 20:10 | 1235 | 44    | 28,06 | 66,66  | 100,00 | 100 |
| 4                                    | Stephan Horvath  | 5      | 6:4  | 14:13 | 1051 | 32    | 32,84 | 56,25  | 100,00 | 100 |
| 5                                    | Frédéric Caudron | 5      | 6:4  | 15:12 | 1029 | 35    | 29,40 | 40,00  | 100,00 | 100 |
| 6                                    | Piet Adrichem    | 4      | 4:4  | 8:10  | 494  | 25    | 19,76 | 40,00  | 50,00  | 90  |
| 7                                    | Fonsy Grethen    | 4      | 4:4  | 12:8  | 774  | 25    | 30,96 | 28,57  | 100,00 | 100 |
| 8                                    | Brahim Djoubri   | 4      | 4:4  | 10:11 | 820  | 27    | 30,37 | 100,00 | 100,00 | 100 |
| 9                                    | Louis Edelin     | 3      | 2:4  | 6:8   | 430  | 23    | 18,69 | 33,33  | 50,00  | 94  |
| 10                                   | Fabian Blondeel  | 3      | 2:4  | 7:10  | 691  | 20    | 34,55 | 34,62  | 100,00 | 100 |
| 11                                   | Henri Tilleman   | 3      | 2:4  | 7:10  | 517  | 25    | 20,68 | 20,45  | 100,00 | 100 |
| 12                                   | Christ Calemein  | 3      | 2:4  | 6:10  | 458  | 26    | 17,61 | 19,78  | 33,33  | 62  |
| 13                                   | Marc Massé       | 2      | 0:4  | 4:8   | 354  | 17    | 20,82 | –      | 100,00 | 100 |
| 14                                   | Freek Ottenhof   | 2      | 0:4  | 2:8   | 316  | 18    | 17,55 | –      | 16,66  | 60  |
| 15                                   | René Tull        | 2      | 0:4  | 2:8   | 169  | 11    | 15,36 | –      | 14,28  | 58  |
| 16                                   | Laurent Guénet   | 2      | 0:4  | 0:8   | 50   | 10    | 5,00  | –      | –      | 20  |
| Turnierdurchschnitt: Endrunde: 24,41 |                  |        |      |       |      |       |       |        |        |     |